# 育林畜牧场
育林畜牧场是位于中华人民共和国黑龙江省绥化市明水县育林乡的一个国有农场，所在区域列为明水县的一个类似乡级单位。
明水县人民政府相关文件中，将育林畜牧场的指标情况包含在育林乡内。

## 行政区划
下辖以下地区：
育林畜牧场虚拟生活区。